# 塞德揚·米亞洛維奇
塞德揚·米亞洛維奇（1993年11月10日—）是一位塞爾維亞足球運動員。在場上的位置是防守型中場。他現在效力於塞爾維亞足球超級聯賽球隊贝尔格莱德红星。他也代表塞爾維亞U21國家足球隊參賽。